# USS 스타게이저 (NCC-2893)
USS 스타게이저(영어: USS Stargazer (NCC-2893))는 2333년 취역한 컨스텔레이션급 계열 함선으로 2364년 현재 복구, 활동 중이다.
이전에 쟝 룩 피카드 함장이 함선을 맡았다. 스타 트렉:TNG 시리즈 'The Battle' 에피소드에서는, 쟝 룩 피카드가 알 수 없는 힘에 의해 USS 스타게이저로 끌려가게 되고, 라이커가 스타게이저에 통신을 시도하면서 피카드 함장이 옆에 있는 은색 구체를 파괴, 함선에 복귀하여 스타게이저를 견인하여 지구로 돌아오는 내용을 그리고 있다. 트레키에 의하면 "복잡하면서도 부족한 함선"이라고 한다.

## 장교
1. 함장: 쟝 룩 피카드 (2333 ~ 엔터프라이즈-D)
2. 전술 장교: 비고
3. 승무원: 잭 크러셔 (이름이 밝혀진 승무원 중 유일)